# Jacobus Poel
Jacobus Poel (* 1712 in Holland; † 1775 in Zierow, Mecklenburg, begraben in Proseken/Mecklenburg bei Wismar 25. September 1775) war Kaufmann in Sankt Petersburg und Archangelsk sowie ein großfürstlicher und kaiserlicher Hof- und Kommerzienrat.

## Leben
Jacobus Poel stammte aus einer niederländischen Familie.
- Sein Großvater väterlicherseits, Gerrit Claesz Pool (auch Poel), getauft Amsterdam 19. Februar 1651, dort gest. 2. Juni 1710, Schiffbauer, Werkmeister und Schiffszimmermann, hatte Zar Peter I. in Zaandam Techniken des Schiffbaus gelehrt.
- Seine Großmutter väterlicherseits war dessen gleichaltrige erste Ehefrau (Hochzeit Amsterdam 29. August 1679), Marritje Jansdr van Saanen aus Amsterdam, geb. um 1651, dort begraben 1. Juni 1693.
- Sein Vater war Jan Pool (auch Poel), getauft Amsterdam 15. Juli 1682, gest. (Sankt Petersburg?) nicht nach 1761. Dieser siedelte nach Sankt Petersburg über und wurde dort Schiffbauer des Zaren.

Jacobus wurde in Leiden erzogen und war in der Pensionsanstalt des Monsieur Luzac, des Eigentümers der französischen Leidener Zeitung. Er erwarb eine gute Ausbildung, sprach mehrere europäische Sprachen: fließend holländisch und russisch, aber auch deutsch.
Jacobus Poel lernte das Handelswesen bei der Firma van Brienen in Sankt Petersburg, deren Teilhaber er später wurde, war Leiter der Niederlassung in Archangelsk, wo er ein bedeutendes Vermögen erwarb. In St. Petersburg genoss er besonders die Gunst des Großfürsten Peter – der später als Peter III. Zar wurde – dessen Berater er war. Nach dem Tode seiner ersten Frau (N.N. Meyer aus St. Petersburg), mit der er zwei Söhne hatte, heiratete er in Archangelsk um 1750, jedenfalls nicht nach 1752, Magdalena van Brienen, begraben Hamburg 8. Oktober 1763. Magdalena war die Tochter des Kaufmanns Rutger van Brienen in St. Petersburg. Mit ihr hatte er fünf Kinder, darunter die Philanthropin Magdalena Pauli und den Diplomaten Piter Poel.
Der 1760 geborene Sohn Piter wurde Patenkind des Großfürsten Peter, der seit 1739 auch Herzog von Holstein-Gottorf war. Dieser beauftragte Poel, sich um sein Herzogtum Holstein zu kümmern und insbesondere den dortigen Kanalbau zu beaufsichtigen. Jacobus musste deswegen seine Geschäfte in Russland aufgeben; kurz darauf wurde der Zar am 17. Juli 1762 ermordet. Daraufhin zog Poel mit seiner Familie ganz nach Hamburg.
1766 kaufte Jacobus Poel verschiedene Güter in Mecklenburg, darunter Zierow bei Wismar und Naudin (heute Ortsteil der Gemeinde Bobitz bei Wismar); ferner die Güter Rethwisch in Stormarn und Rastorf. Im Sommer lebte er in der Regel auf Zierow, im Winter in Hamburg, zunächst „Auf den Bleichen“, später „Auf dem Wandrahm“, wo er ein großes Haus führte und einen auffallenden Vierspänner fuhr.
Am 6. August 1767 heiratete er ein drittes Mal in Hamburg in der Kapelle der deutsch-reformierten Gemeinde Judith, verwitwete Sarry, geb. Schreur van Hoghenstein, gest. Hamburg 12. Februar 1769, begraben im dortigen Dom 16. Februar 1769, Witwe des königlichen preußischen Hofrats und Münzoffiziers Charles Sarry in Berlin., war aber nach zwei Jahren wieder verwitwet. Diese dritte Ehe blieb kinderlos. Jacobus Poel selbst wurde am 25. September 1775 in Proseken (Gemeinde Gägelow) begraben.

## Nachlass
Nach seinem Tode im September 1775 erhielten seine Tochter Magdalena die Güter Zierow und Rethwisch. Sein Sohn Pieter erhielt die Güter Rastorf und Naudin; er wurde später Herausgeber des Altonaer Mercur und Mitglied des philanthropischen Freundeskreises um Caspar Voght und Georg Heinrich Sieveking. Sein Neffe Carl Wilhelm Pauli wurde ein bekannter deutscher Rechtswissenschaftler, Richter und Historiker.